# ماريان دي سوارت
ماريان دي سوارت (بالإنجليزية: Mariaan de Swardt)‏ مواليد 18 مارس 1971 في جوهانسبرغ، هي لاعبة كرة مضرب جنوب أفريقية سابقة بدأت مسيرتها كمحترفة سنة 1988 وكانت تلعب باليد اليمنى، اعتزلت اللعب في 2001. كما أنها إحدى بطلات الجراند سلام. أعلى تصنيف لها في الفردي كان 28. أعلى تصنيف لها في الزوجي كان 11. سبق أن شاركت في دورة الألعاب الأولمبية الصيفية.

## النهائيات

### نهائيات البطولات الكبرى

#### الزوجي: 1 (0-1)
| الحصيلة | الرقم | التاريخ      | الدورة                    | الأرضية | الشريك           | المنافس في النهائي              | النتيجة في النهائي |
| الوصافة | 10.   | 4 يوليو 1999 | ويمبلدون، المملكة المتحدة | عشبية   | إيلينا تاتاركوفا | ليندسي دافينبورت كورينا موراريو | 4–6, 4–6           |

#### الزوجي المختلط: 2 (2-0)
| الحصيلة | الرقم | التاريخ       | الدورة                       | الأرضية | الشريك     | المنافس في النهائي        | النتيجة في النهائي |
| الفوز   | 1.    | 31 يناير 1999 | أستراليا المفتوحة            | صلبة    | ديفيد آدمز | ماكس ميرني سيرينا ويليامز | 6–4, 4–6, 7–6(7–5) |
| الفوز   | 2.    | 11 يونيو 2000 | فرنسا المفتوحة, باريس، فرنسا | ترابية  | ديفيد آدمز | تود وودبريدج ريناي ستابس  | 6–3, 3–6, 6–3      |

## روابط خارجية
- ماريان دي سوارت على موقع رابطة محترفات التنس (الإنجليزية)
- ماريان دي سوارت على موقع الاتحاد الدولي لكرة المضرب (الإنجليزية)
- ماريان دي سوارت على موقع كأس بيلي جين كينغ (الإنجليزية)
- ماريان دي سوارت على موقع خلاصة التنس.كوم (الإنجليزية)
- ماريان دي سوارت على موقع أوليمبيديا (الإنجليزية)